# Кључна кост
Кључна кост или кључњача (лат. clavicula) је дуга кост раменог појаса благо завијеног латиничног слова „S” која се пружа попречно дуж границе грудног коша са вратом, од зглоба са дршком грудном кости (медијално) до врха лопатичног гребена (латерално).

## Ембриологија
У току ембрионалног развоја кључна кост је прва дуга кост која започиње окоштавање, — у седмој недељи интраутериног живота, а последња кост у телу која завршава окоштавање.
Настаје из латералног мезодерма, тако што медијални и бочни крајеви кључњаче пролазе кроз различите процесе окоштавања. Медијални крај пролази кроз формирање ендохондралне осификације. Ендохондралној осификацији коштане структуре претходи хрскавични модел састављен од хондроцити пре минерализације и осификације. Бочни крај кључњаче, формира се, на другојачији начин — интрамембранском осификацијом која чини основу кости насталу директно и без хрскавице. У оба случаја, структура кости се ремоделира тако да као резултат ремоделације настане ламеларна кост.
Упркос томе што је кључњача једна од првих костију која започиње окоштавање, она је једна од последњих која завршава овај процес, јер се епифизе њеног раста не могу затворити све до двадесете или до двадесет и пете године живота.
Иако се током ембрионалног развоја кључна кост у начелу зглобљава са грудном кости, она се изузетно може зглобљавати и са првим ребром на месту где се налази костоклавикуларни лигамент (лат. art. costoclavicularis medialis).
Интересантно је да је кључна кост прва кост која започиње окоштавање током ембриолошког развоја и пореклом је из латералног мезодерме. У том процесу, медијални и бочни крајеви кључњаче пролазе кроз различите процесе окоштавања.
Медијални. унутрашњи или стернални крај пролази кроз процес формирања ендохондралне осификације. Ендохондралној осификацији коштане структуре претходи хрскавични модел састављен од хондроцита пре минерализације и осификације.
Бочни крај, напротив, формира се интрамембранском осификацијом чију основу чини кост формирана директно без хрскавице.
У оба случаја, структура је ремоделирана на начин да је резултат ламеларна кост. Упркос томе што је једна од првих костију која започиње окоштавање, она је једна од посљедњих која завршава овај процес, јер се епифизе раста не могу затворити све од двадесете до двадесет и пете године живота.

## Значај и функција
Иако мала, у односу на остале праве кости, кључна кост има велики значај у коштаном систему јер омогућава оптималну функцију горњих удова, и њихову заштиту од дејства прекомерне силе која се преноси директним контактом на тело. Својим добрим положајем кључна кост такође одржава горњи уд у правилном положај у односу на грудни кош, ограничавајући опсег покрета у физиолошким границама унутар раменог појаса.
Њена биомеханичка својства наликују некој врсти полуге која омогућавају лопатици да глатко клизи дуж задњег зида грудног коша, што је важно за потпуно и правилно кретање горњих удова.
Својом анатомском локација такође грудна кост штити вулнерабилне неуроваскуларне структуре, укључујући брахијални плексус нерве, артерију и вену субклавију која би, у случају оптећене, значајно повећале морбидитет али и морталитет.

## Анатомија
Кључна кост је парна кост, која је по свом изгледу велика двоструко закривљена дуга кост која повезује руку са трупом тела.

### Положај и везе
Кључна кост, која се са оцртава испод коже предње стране врата и грудног коша, проминира са своја два задебљана краја и закривљеним средишњим делом (који је јаче истакнут ако је кост дужа), између првог ребра и врха рамена, и делује као потпора лопатици како би рука могла слободно да виси уз тело.
Својим задебљаним, заобљени или унутрашњим грудним или стерналним крајем, кључна кост се спаја са манубријумом грудне кости ((лат. manubrium sterni)) и гради стерноклавикуларни зглоб. Од овог зглоба кључна кост се савија бочно и напред за отприлике половину сопствене дужине, и затим пошто формира још већу задњу кривину, својим спљоштеним, спољашњим задебљаним крајем (акромијалним крајем) спаја се са врхом рамена, акромијоном лопатице (лат. аkromion scapulae)) са којим гради акромијоклавикуларни зглоб (лат. art. аcromioclavicularis). Акромијални крај кључне кости има грубу доњу површину у облику гребена, или трапезоидне линије са коноидном квржицом ((лат. tuberculum comoideuam)) изнад коракоидног наставка, за припој два крака кљунастокључног лигамента (лат. lig. coracoclaviculare) рамена.

### Подела
Кључна кост се може поделити на три дела:
Унутрашњи део (лат. extremitas sternalis — медијални или грудни (стернални) крај) или медијалну трећину. Овај крај је четвртаст и артикулира се са клавикуларним усеком у манубријуму грудне кости да би формирао стерноклавикуларни зглоб. Зглобна површина се протеже до инфериорног дела грудне кости намењеног за везивање са првом ребарном хрскавицом. На овом крају са доње стране су видљиве неравнине за учвршћивање веза.
Средњи део лат. corpus clavikulae — тело кључњаче) — средња трећина. Унутрашња страна је конвексна према напред а латерална страна конкавна. Са доње стране налази се бразда од које полази подкључни мишић
Спољашњи део  (лат. extremitas acromialis — латерални или акромијални крај) или латерална трећина. На овом делу са доње стране су видљиве неравнине за учвршћивање веза.

### Полазиште и хватиште мишића
- Горња страна лат. facies superior) и предња ивица - полази делтоидни мишић, који помаже у флексији рамена.
- Горња страна и задњи руб - хвата се трапезни мишић (лат. m. trapezius), одговоран за стабилизацију лопатице.
- Доња страна (facies inferior) - хвата се поткључни мишић, који потискује раме и повлачи кључну кост антероинфериорно.

- Предња ивица - полази велики прсни мишић (лат. m. pectoralis major), доприноси флексији, хоризонталној адукцији и унутрашњој ротацији хумеруса.
- Задња ивица - полазе прснокључносисасти мишић (лат. m. sternocleidomastoideus) и прсноподјезични мишић (лат. m. sternohyoideus) када се контрахује само прснокључносисасти мишић, он узрокује ротацију главе на супротну страну и њено бочно савијање ипсилатерално, а када се контрахују оба мишића они узрокује флексију главе.

### Крвни и лимфни судови
Иако је класификована као дуга кост, кључна кост (у већини случајева) нема медуларну шупљину као што је то случај са осталим дугим (цевастим) костима. Главне артерије које код сисара обезбеђују артеријско снабдевање крвљу кључне кости су супраскапуларна, торакоакромијална, и унутрашња торакална (мамиларна) артерија.
Међутим претходне студије су показале да, и поред улоге централне артерије субклавије, главни довод крви у средњу трећину клавикуле долази од периосталних артерија из две гране торакоакромијалног стабла које су пореклом из пекторалног и делтоидног мишића, и неколико периосталних грана супраскапуларне артерија.
Познавање васкуларизације кључњаче је важно у ортопедској хирургији, јер, ако се током лечење клавикуларних прелома не може очува периостално снабдевање крвљу, треба извести трансплантацију кости, како не би дошло до њене некрозе.

## Инервација
Бројне су контроверза везане за примарну сензорну инервацију клавикуле. Анестезиолошке студије након прелома клавикуле указују на то да би у овај процес могле бити укључено појединачно или у комбинацији супраклавикуларни нерв, субклавијални нерв и дуги торакални/супраскапуларни нерви.
Честа анатомска варијација је перфорирајућа грана супраклавикуларног нерва који пролази преко горње површине кључњаче. Постморталне студије су откриле уметање нерва у коштане тунеле или бразде који су се показали након повреда и тиме се објашњава појава неуропатије након прелома кључне кости.

## Физиолошке варијанте
У поређењу са другим дугим костима, кључна кост је показала различите карактеристике.
- Дебљина и дужина кључне кости може варирати у зависности од пола — код мушкараца кључњача има дужу и дебљу морфологију кости, а код жена она је краћа и тања. Такође код мушкараца кључне кости имају већи степен закривљености у поређењу са женама.
- Кадаверичне студије су откриле да су леве кључњаче биле знатно дуже од контралатералне.[11]
- Ретка, али клинички значајна генетска аутозомно доминантна болест, клеидокранијална дисплазија, може се манифестовати са одсутним или делимично одсутним кључним костима билатерално (обострано). Такође зубне абнормалности, закаснело затварање фонтанела и кранијалних шавова који нису успели да се споје у оптималном времену, једна су од карактеристике које могу бити присутне у овој болести.[12]